# Pascal Heyman

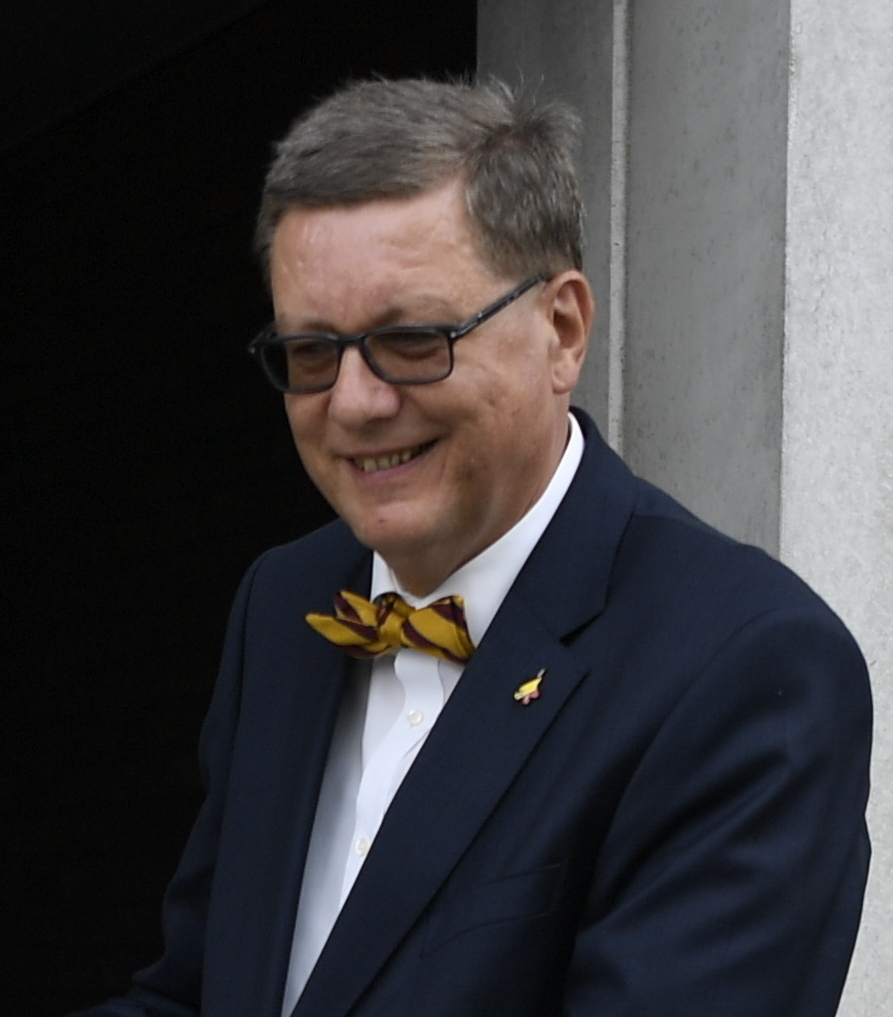
Pascal Heyman in 2022

Pascal Heyman is een Belgisch diplomaat.

## Levensloop
Pascal Heyman studeerde rechten aan de Katholieke Universiteit Leuven en internationale betrekkingen aan de Universiteit Antwerpen. Van 1990 tot 1991 was hij aan de Leuvense universiteit assistent internationaal publiekrecht bij professor Eric Suy. In 1991 trad hij in dienst van Buitenlandse Zaken. Hij was achtereenvolgens:
- 1991-1992: werkzaam op het departement Verenigde Naties bij Buitenlandse Zaken in Brussel
- 1992-1994: secretaris bij de permanente vertegenwoordiging bij de Europese Unie in Brussel (tijdens het Belgisch voorzitterschap in 1993)
- 1994-1997: secretaris op het departement Vrede en Veiligheid van Buitenlandse Zaken in Brussel
- 1997-2002: eerste secretaris bij de permanente vertegenwoordiging bij de NAVO
- 2002-2008: adjunct-permanent vertegenwoordiger bij de OVSE in Wenen (tijdens het Belgisch voorzitterschap in 2006)
- 2008-2013: adjunct-directeur van het Conflict Prevention Centre en hoofd van de Policy Support Service van de OVSE
- 2013-2014: werkzaam bij het department Veiligheidsbeleid van Buitenlandse Zaken in Brussel
- 2014-2018: directeur diplomatieke zaken en directeur defensiebeleid van minister van Buitenlandse Zaken Steven Vandeput (N-VA)[1]
- 2018-2022: permanent vertegenwoordiger bij de NAVO[2]
- 2022-heden: ambassadeur in Bern, tevens geaccrediteerd in Liechtenstein